# 慕容蘭 (後燕)
慕容 蘭（ぼよう らん、生没年不詳）は、五胡十六国時代の後燕の人物。昌黎郡棘城県の出身。後燕の皇帝慕容垂の従弟。

## 生涯
後燕に仕え、鎮北将軍に任じられ、陽城王に封じられていた。
396年11月、薊に鎮していたところ、北魏軍侵攻を聞いた章武王慕容宙が龍城から駆けつけ、ともに薊の守りを固めた。北魏の別将の石河頭が薊を攻めたが、これを防ぎきった。石河頭は漁陽へ退却した。
これ以後の事績は、史書に記されていない。